# Силы сторон в Тихвинской стратегической наступательной операции
Силы противников в Тихвинской стратегической наступательной операции

## СССР
Данные приведены в соответствии со Справочником боевого состава Советской Армии 1941-1945 годов.

### Ленинградский фронт
Фронт, принимавший участие в операции силами 54-й армии Из частей, непосредственно подчиняющихся фронту, в операции участвовали только авиационные части, поэтому остальные не приводятся. Авиационную поддержку оказывали также передаваемые в оперативное подчинение авиационные части ВВС Балтийского флота, приблизительный перечень которых можно посмотреть здесь
| Соединения и части в непосредственном фронтовом подчинении Ленинградского фронта | Соединения и части в непосредственном фронтовом подчинении Ленинградского фронта | Соединения и части в непосредственном фронтовом подчинении Ленинградского фронта | Соединения и части в непосредственном фронтовом подчинении Ленинградского фронта | Соединения и части в непосредственном фронтовом подчинении Ленинградского фронта | Соединения и части в непосредственном фронтовом подчинении Ленинградского фронта |
| Дата                                                                             | Пехота                                                                           | Артиллерия                                                                       | Механизированные                                                                 | Авиация | Инженерные                                                                       |
| -------------------------------------------------------------------------------- | -------------------------------------------------------------------------------- | -------------------------------------------------------------------------------- | -------------------------------------------------------------------------------- | --- | -------------------------------------------------------------------------------- |
| 1 декабря 1941 года                                                              |                                                                                  |                                                                                  |                                                                                  | 7 корпус ПВО, 2, 3 авиагруппы, 2 смешанная авиадивизия, 8, 39 и 92 истребительные авиадивизии, 116 разведэскадрилья, Северная особая авиационная группа Гражданского воздушного флота |                                                                                  |
| 1 января 1942 года                                                               |                                                                                  |                                                                                  |                                                                                  | 7 корпус ПВО, 2, 3 авиагруппы, 2 смешанная авиадивизия, 8, 39 и 92 истребительные авиадивизии, 116 разведэскадрилья, Северная особая авиационная группа Гражданского воздушного флота |                                                                                  |

#### 54-я армия
| Соединения и части в подчинении 54-й армии | Соединения и части в подчинении 54-й армии | Соединения и части в подчинении 54-й армии                                                                | Соединения и части в подчинении 54-й армии        | Соединения и части в подчинении 54-й армии                              | Соединения и части в подчинении 54-й армии                             |
| Дата                                       | Пехота | Артиллерия                                                                                                | Механизированные                                  | Авиация                                                                 | Инженерные                                                             |
| ------------------------------------------ | --- | --- | ------------------------------------------------- | ----------------------------------------------------------------------- | ---------------------------------------------------------------------- |
| 1 декабря 1941                             | 3 гвардейская стрелковая, 80, 128, 285, 286, 294, 310, 311 стрелковые дивизии, 1 горнострелковая бригада, 6 бригада морской пехоты, 1, 2 лыжные батальоны                          | 882 артиллерийский полк, гаубичный полк АККУКС 4, 2 дивизионы реактивных миномётов, 253 зенитный дивизион | 21 танковая дивизия, 16, 122 танковые бригады     | 523, 563 истребительные полки                                           | 5, 109, 135, 136 инженерные, 12 сапёрный, 539 минно-сапёрный батальоны |
| 1 января 1942                              | 3 гвардейская стрелковая, 80, 115, 128, 198, 281, 285, 286, 294, 311 стрелковые дивизии, 1 горнострелковая бригада, 6 бригада морской пехоты, 2 лыжный полк, 4, 5 лыжные батальоны | 882, 883 артиллерийские полки, гаубичный полк АККУКС 4, 2 дивизионы реактивных миномётов                  | 21 танковая дивизия, 16, 122 танковые бригады, 60 | 18 бомбардировочный, 46, 563 истребительные полки, 116 разведэскадрилья | 5, 109, 135, 136, 262 инженерные, 12 сапёрный                          |

### Волховский фронт
В Волховский фронт 17 декабря 1941 года были объединены соединения, действовавшие восточнее Волхова.
| Соединения и части в непосредственном фронтовом подчинении Волховского фронта | Соединения и части в непосредственном фронтовом подчинении Волховского фронта | Соединения и части в непосредственном фронтовом подчинении Волховского фронта | Соединения и части в непосредственном фронтовом подчинении Волховского фронта | Соединения и части в непосредственном фронтовом подчинении Волховского фронта | Соединения и части в непосредственном фронтовом подчинении Волховского фронта |
| Дата                                                                          | Пехота                                                                        | Артиллерия                                                                    | Механизированные                                                              | Авиация                                                                       | Инженерные                                                                    |
| ----------------------------------------------------------------------------- | ----------------------------------------------------------------------------- | ----------------------------------------------------------------------------- | ----------------------------------------------------------------------------- | ----------------------------------------------------------------------------- | ----------------------------------------------------------------------------- |
| 1 января 1942 года                                                            | 87 кавалерийская дивизия                                                      | 137 и 430 гаубичные полки, 216 зенитный дивизион                              | 60-я танковая дивизия                                                         | 2 авиагруппа                                                                  | 539 минно-сапёрный батальон                                                   |

#### 4-я армия
| Соединения и части в подчинении армии | Соединения и части в подчинении армии | Соединения и части в подчинении армии                                                    | Соединения и части в подчинении армии                                      | Соединения и части в подчинении армии | Соединения и части в подчинении армии                        |  |
| Дата                                  | Пехота | Артиллерия                                                                               | Механизированные                                                           | Авиация                               | Инженерные                                                   |  |
| ------------------------------------- | --- | ---------------------------------------------------------------------------------------- | -------------------------------------------------------------------------- | ------------------------------------- | ------------------------------------------------------------ |  |
| 1 декабря 1941 года                   | 4 гвардейская стрелковая, 44, 65, 92, 191 стрелковые, 27 кавалерийская дивизии, 1 гренадерская бригада                                                                               | 881, 883 артиллерийские полки, 6, 9 дивизионы реактивных миномётов, 15 зенитный дивизион | 60 танковая дивизия, 46 танковая бригада, 119, 120, 128 танковые батальоны | не имелось                            | 159 понтонно-мостовой батальон, 539 минно-сапёрный батальон. |  |
| 1 января 1942 года                    | 4 гвардейская стрелковая, 44, 65-я стрелковая дивизия, 92, 191, 310, 377, стрелковые, 27 и 80 кавалерийские дивизии, 1 гренадерская бригада, 84, 85, 86, 88, 89, 90 лыжные батальоны | 881 артиллерийский полк, 6, 9 дивизионы реактивных миномётов                             | 46 танковая бригада, 119, 120, 128 танковые батальоны                      | 3 авиагруппа                          | 159 понтонно-мостовой батальон, 248 сапёрный батальон.       |  |

#### 52-я армия
| Соединения и части в подчинении 52-й армии | Соединения и части в подчинении 52-й армии                            | Соединения и части в подчинении 52-й армии                                                 | Соединения и части в подчинении 52-й армии | Соединения и части в подчинении 52-й армии                                             | Соединения и части в подчинении 52-й армии                         |
| Дата                                       | Пехота                                                                | Артиллерия                                                                                 | Механизированные                           | Авиация                                                                                | Инженерные                                                         |
| ------------------------------------------ | --------------------------------------------------------------------- | ------------------------------------------------------------------------------------------ | ------------------------------------------ | -------------------------------------------------------------------------------------- | ------------------------------------------------------------------ |
| 1 декабря 1941 года                        | 111, 259, 267, 288 стрелковые дивизии                                 | 442, 561 корпусные полки, 884 противотанковый полк                                         | не имелось                                 | 2 гвардейский, 513 истребительные полки, 313 штурмовой полк                            | не имелось                                                         |
| 1 января 1942 года                         | 46, 111, 225, 259, 267, 288, 305 стрелковые, 25 кавалерийская дивизии | 442, 448, 561 корпусные полки, 884 противотанковый полк, 44 дивизион реактивной артиллерии | не имелось                                 | 2 гвардейский, 513 истребительные полки, 313 штурмовой полк, 673 бомбардировочный полк | 3, 4, 770 инженерные, 771 сапёрный, 55 понтонно-мостовой батальоны |

### Северо-Западный фронт
Северо-Западный фронт вёл боевые действия в ходе операции частью сил Новгородской армейской оперативной группы, которая 17 декабря 1941 года вошла в состав 52-й армии Волховского фронта.

#### Новгородская армейская оперативная группа
| Соединения и части в подчинении НАОГ | Соединения и части в подчинении НАОГ | Соединения и части в подчинении НАОГ           | Соединения и части в подчинении НАОГ | Соединения и части в подчинении НАОГ | Соединения и части в подчинении НАОГ              |
| Дата                                 | Пехота                               | Артиллерия                                     | Механизированные                     | Авиация                              | Инженерные                                        |
| ------------------------------------ | ------------------------------------ | ---------------------------------------------- | ------------------------------------ | ------------------------------------ | ------------------------------------------------- |
| 1 декабря 1941                       | 180, 225, 305 стрелковые дивизии     | 448 артиллерийский полк, 306 зенитный дивизион | не имелось                           | не имелось                           | 25 инженерный, 55, 56 понтонно-мостовые батальоны |
| 1 января 1942                        | в составе 52-й армии                 |                                                |                                      |                                      |                                                   |

## Германия
Приведены наиболее крупные соединения и части германских вооружённых сил. Надо иметь в виду, что в операции принимали участие различные специальные части, как то артиллерийские и самоходно-артиллерийские (в том числе из резерва ОКХ), самокатные, железнодорожные, инженерные, сапёрные, понтонно-мостовые, части армейской ПВО и ПВО люфтваффе и прочие.

### Группа армий «Север»(Heeresgruppe «Nord»)

#### 16-я полевая армия(16.А)
| Соединения 16-й полевой армии               | Соединения 16-й полевой армии | Соединения 16-й полевой армии                                             |
| Корпус                                      | Пехотные соединения | Подкрепления в ходе операции                                              |
| ------------------------------------------- | --- | ------------------------------------------------------------------------- |
| 1-й армейский корпус (I.A.K.)               | 11-я пехотная дивизия (11.Inf.Div) 21-я пехотная дивизия (21.Inf.Div) 254-я пехотная дивизия (254.Inf.Div)                                          | 269-я пехотная дивизия (269.Inf.Div) 291-я пехотная дивизия (291.Inf.Div) |
| 39-й моторизованный корпус (XXXIX. A.K.(m)) | 8-я танковая дивизия (8.Pz.Div) 12-я танковая дивизия (12.Pz.Div) 18-я моторизованная дивизия (18.Mot.Div) 20-я моторизованная дивизия (20.Mot.Div) | 61-я пехотная дивизия (61.Inf.Div) 215-я пехотная дивизия (215.Inf.Div)   |
| 38-й армейский корпус (XXXVIII.A.K.)        | 126-я пехотная дивизия (126.Inf.Div) 250-я пехотная дивизия (250.Inf.Div)                                                                           | 223-я пехотная дивизия (223.Inf.Div)                                      |

### 1-й воздушный флот(Luftflotte 1)
Данные приведены по состоянию на 20 декабря 1941 года 

#### Штаб 1-го воздушного флота
| Подразделения, подчиняющиеся штабу флота | Подразделения, подчиняющиеся штабу флота | Подразделения, подчиняющиеся штабу флота |
| Подразделение | Вооружение                               | Дислокация                               |
| --- | ---------------------------------------- | ---------------------------------------- |
| 2-я эскадрилья (2.(F)/ObdL) группы дальней разведки главного командования люфтваффе (Aufklärungsgruppe O.b.d.L\Aufklärungsgruppe Oberbefehlshaber der Luftwaffe) Ju-88 | Ju-88                                    | Раскополье                               |
| 1-я эскадрилья разведки погоды (Wekusta 1\Wettererkundungsstaffel 1)                                                                                                   | He-111                                   | Псков                                    |
| 1-я тяжёлая транспортная эскадрилья планеров (1.KGrzbV 172) 172-й военно-транспортной группы (Kampfgruppe zur besonderen Verwendung 172)                               | Ju-52                                    | Псков                                    |

#### 1-й авиационный корпус(I.Fliegercorps)
| Подразделения, подчиняющиеся 1-му авиационному корпусу                           | Подразделения, подчиняющиеся 1-му авиационному корпусу                                                         | Подразделения, подчиняющиеся 1-му авиационному корпусу | Подразделения, подчиняющиеся 1-му авиационному корпусу |
| Соединение                                                                       | Его подразделения в операции                                                                                   | Вооружение                                             | Дислокация                                             |
| -------------------------------------------------------------------------------- | --- | ------------------------------------------------------ | ------------------------------------------------------ |
| В подчинении штаба                                                               | 5-я эскадрилья (5.(F)/122) 122-й разведывательной группы (Aufklärungsgruppe 122)                               |                                                        | Дно                                                    |
| В подчинении штаба                                                               | звено 3-й ночной эскадрильи (3.(F)/22 Kette/Nachtstaffel) 22-й разведывательной группы (Aufklärungsgruppe 122) | Ju-88                                                  | Дно                                                    |
| 1-я бомбардировочная эскадра «Гинденбург» (Kampfgeschwader 1 «Hindenburg»)       | штаб (Stab) 2-я группа (II/KG 1) 3-я группа (III/KG 1)                                                         | Ju-88A - Ju-88С                                        | Дно                                                    |
| 4-я бомбардировочная эскадра «Генерал Вевер» (Kampfgeschwader 4 «General Wever») | 1-я группа (I/KG 4)                                                                                            | He-111H                                                | Псков                                                  |
| 77-я бомбардировочная эскадра (Kampfgeschwader 77)                               | штаб (Stab) 1-я группа (I/KG 77) 3-я группа (III/KG 77)                                                        | Ju-88A                                                 | Сиверская, Дно                                         |
| 54-я истребительная эскадра «Зелёное сердце» (Jagdgeschwader 54 «Grünherz»)      | штаб (Stab) 1-я группа (I/JG 54) 3-я группа (II/JG 54) учебная эскадрилья Erg.Gr./JG 54                        | Bf-109F/G                                              | Сиверская, Красногвардейск                             |
| 51-я истребительная эскадра «Мёльдерс» (Jagdgeschwader 54 «Mölders»)             | 1-я группа (I/JG 51)                                                                                           | Bf-109F/G                                              | Старая Русса                                           |

## См.также
- Хроника Тихвинских операций